# Félix Prieto (grabador)

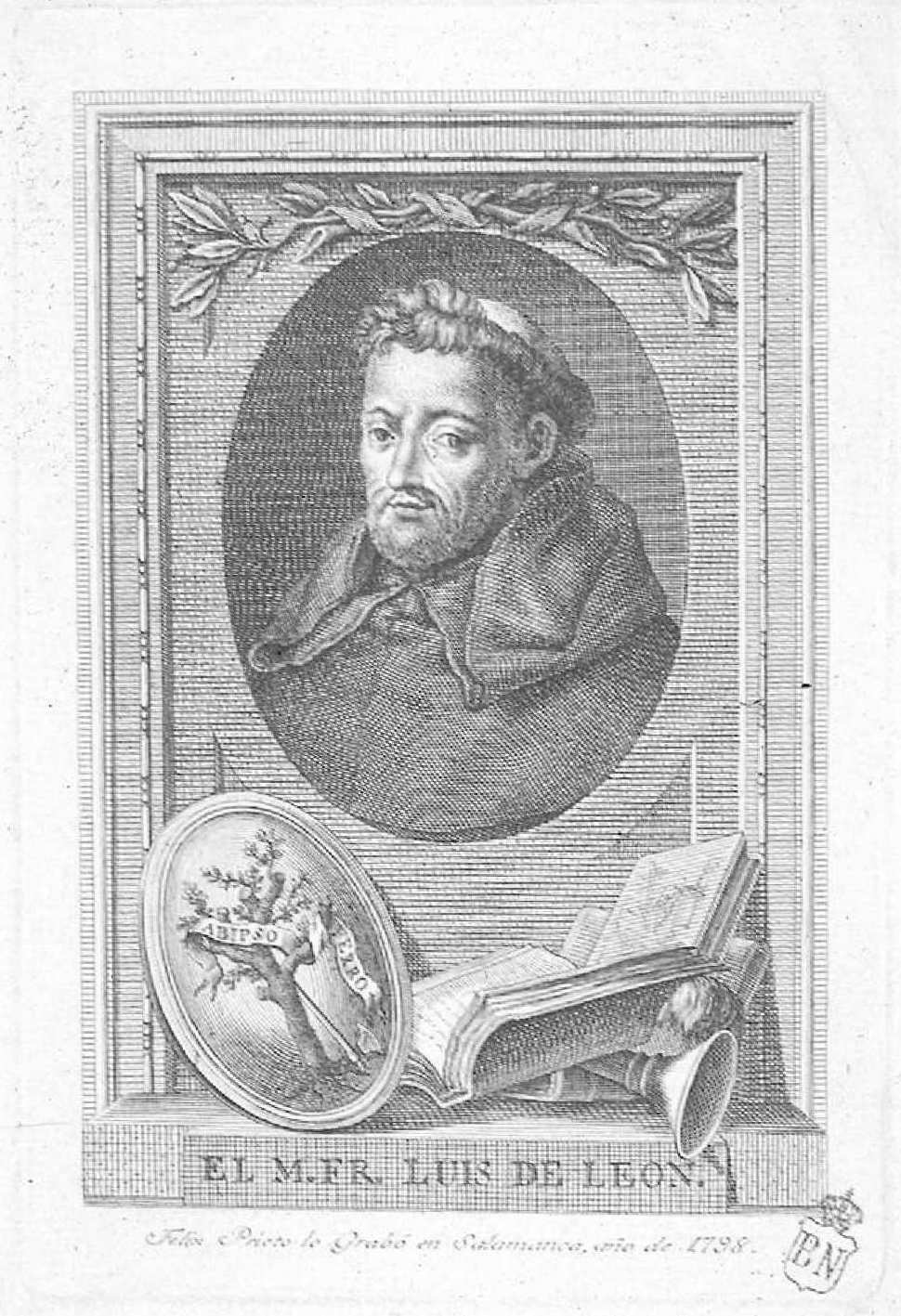
El M. Fr Luis de León, aguafuerte firmado: Félix Prieto lo Grabó en Salamanca, año de 1798. Ilustración de la edición de la Traducción de los Cantares de Salomón por Fr. Luis de León, Salamanca, 1798. Biblioteca Nacional de España.

Félix Prieto Rivas (ft., 1772-1802) fue un dibujante y grabador de sellos y láminas en cobre español, activo en Salamanca.

## Biografía
Discípulo en el grabado de medallas de Tomás Francisco Prieto, grabador general de la Real Casa de la Moneda de Madrid, a quien posiblemente unían lazos de parentesco, fue pensionado por el rey Carlos III para que grabase medallas en la ceca madrileña, según declaraba él mismo en febrero de 1781, en un memorial presentado junto con el platero en oro Bernardo Velasco al rector de la Universidad de Salamanca por el que se ofrecían a fundir los tipos de imprenta para las prensas universitarias y las restantes imprentas salmantinas. La propuesta incluía la creación por parte de la Universidad de una oficina o taller de matrices y punzones para la fundición de letras que, confiaban, permitiría recuperar en poco tiempo el dinero invertido por la venta de tipos a otras imprentas y el abaratamiento de las láminas para las ilustraciones de obras impresas. Aprobado el proyecto por el claustro, se acordó pagar a cada uno 300 ducados de sueldo por un año, prorrogado un año más en octubre de 1782, aunque ahora algunos claustrales encontraban que era poco lo que se había hecho y caro el coste de matrices y punzones, comparando sus precios con los que se podían obtener en París. En 1786 la oficina no había dado los frutos esperados y se buscaron soluciones en Madrid para terminar cancelando el proyecto.
Al ponerse en funcionamiento en Salamanca la Escuela de Nobles y Bellas Artes de San Eloy, promovida por el colegio de plateros, fue, de nuevo con Bernardo Velasco, uno de los cuatro primeros maestros directores nombrados en la Junta General de Mayordomos en su primera sesión del 21 de diciembre de 1783. Al menos de 1784 a 1793 impartió clases de dibujo en la institución gratuitamente, como el resto de maestros, y aunque la documentación conservada impide conocer su trayectoria completa, en 1800 aún seguía vinculado a la Escuela.
El 21 de octubre de 1794 el Semanario de Salamanca anunciaba la salida a la venta de una «estampa nueva de la muy devota Imagen de nuestra Señora de los Dolores, que se venera en el Convento de S. Antonio el Real de esta ciudad», dibujada y grabada por Prieto, de quien el anuncio decía que era «Discípulo de la Real Academia de S. Fernando, pensionado de S. M.» El mismo semanario recordaba de nuevo esa condición de pensionado el 24 de enero de 1795, en la presentación de un soneto en elogio del pintor Nicolás Vidal por el retrato que había hecho del fallecido obispo Andrés José del Barco a partir del dibujo trazado solo una hora antes de su entierro por Prieto, a quien daban título de profesor «Grabador de Sellos e Historia».

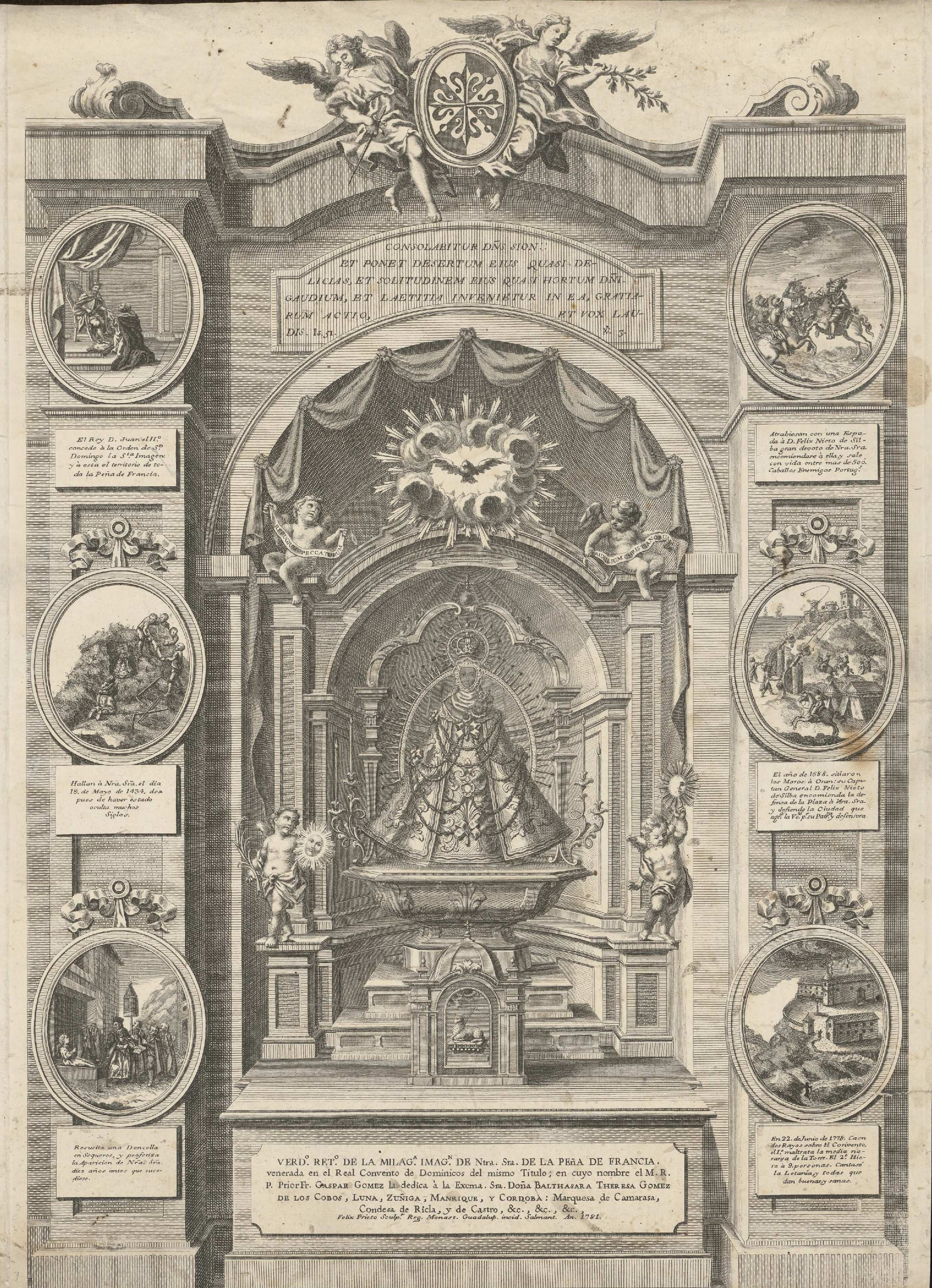
Nuestra Señora de la Peña de Francia, talla dulce, 560 x 370 mm. Firmada en Salamanca en 1781 como grabador del Real Monasterio de Santa María de Guadalupe.

El 14 de julio de 1800 el canónigo Manuel Silvestre Bezi presentó al cabildo de la catedral salmantina un proyecto para la decoración y altar del nuevo relicario trazado por Prieto, ofreciéndose a costear las obras él mismo, posiblemente autor también de la invención del programa iconográfico. Una vez aprobado el proyecto Prieto solicitó a la Escuela de Nobles Artes autorización para exponer algunos de sus trabajos y entre ellos el dibujo a la aguada del relicario que «se está ejecutando en su Santa Iglesia baxo la dirección de su mismo autor», agregando que el proyecto era efecto de «de su afición a la pintura, dibuxo y arquitectura en los ratos ociosos que le permiten su principal profesión». El proyecto de Prieto, que corresponde básicamente al relicario en su estado actual, comprende un retablo con su altar flanqueado por columnas en la cabecera del estrecho espacio de la capilla, jugando con la superficie cóncava del ábside y la convexa del altar, y se completa con la decoración mural a base de arquitecturas fingidas —incluyendo un segundo altar figurado— que buscan crear la ilusión de amplitud espacial. Intercaladas en las arquitecturas fingidas, una serie de alegorías aportan al conjunto un significado centrado en la Eucaristía.
Los otros dos trabajos propios que quería exponer eran el grabado en fondo de medalla con el escudo de la Escuela, conforme le había sido encargado, y el dibujo al pastel de Jesucristo en la agonía, «copia de su original que se cree ser del célebre Rivera», fruto también de su afición al dibujo y la pintura.
Lo que se conoce de su producción como grabador son principalmente estampas sueltas de diversas devociones marianas como se veneran en sus altares, tales como Nuestra Señora de Guadalupe, de la que firmó ya una lámina en 1774 y de nuevo en 1775, 1788, 1789, 1790, 1791 (por dibujo de Antonio Pons), 1792 y 1798, viajando expresamente al santuario en una ocasión para representarla con mayor fidelidad; Nuestra Señora de la Iniesta aparecida al rey don Sancho III a distancia de una legua de Zamora, fechada en 1779; Nuestra Señora de la Peña de Francia, dedicada a la marquesa de Camarasa, 1781, o Nuestra Señora de Montes Claros, 1794. Grabados de reproducción de obras devotas en sus altares son también los del Santo Cristo de Morales (1764), San Blas (1768) y San Juan de Sahagún, patrón de Salamanca por dibujo de Simón Gavilán (Salamanca, 1771). Además grabó el retrato de José Iglesias de la Casa con el que salió ilustrada la anteportada de su Piscator historial de Salamanca, editado en Madrid en 1773 –pero el grabado de Prieto firmado en Salamanca–, una hoja de lámina con dibujos de monedas para el Compendio histórico de la ciudad de Salamanca: su antigüedad, la de su Santa Iglesia, su fundación y grandezas, que la ilustran, obra escrita por Bernardo Dorado e impresa en Salamanca por Juan Antonio Lasanta en 1776, y los retratos de fray Luis de León para ilustrar su Traducción literal y declaración del Libro de los Cantares de Salomón, y de José Iglesias de la Casa, ahora ya como presbítero, para las Poesías póstumas, obras ambas editadas en 1798 en Salamanca, donde también firmó los grabados.